# Whiteland (Indiana)
Whiteland est une municipalité située dans le comté de Johnson, dans l’État de l'Indiana, aux États-Unis. Lors du recensement de 2020, elle comptait 4 599 habitants.